# اعتماد الكوكائين
اعتماد أو إدمان الكوكايين أو اضطراب استخدام الكوكايين هي حالة فيزيولوجية من اضطراب تعاطي المخدرات للرغبة الشديدة في الكوكايين بانتطام وبشكل قهري. وربما تسبب الجرعة الزائدة منه ضررا دماغي وقلبي كتضيق الأوعية في الدماغ، مسببًا السكتات الدماغية وتضيق شرايين القلب، مسببا نوبات من الاحتشاء القلبي. 
يتسبب استخدام الكوكايين حالة من النشوة و كمية كبيرة من الطاقة مثل استخدام الكافيين. ولكن إن أخذ بجرعات كبيرة غير آمنة، فمن الممكن أن يسبب، تأرجح في المزاج، وجنون الارتياب، أرق، ذُهان، فرط ارتفاع ضغط الدم، تسرع القلب، نوبات الهلع، اختلال في الإدراك وتغير كبير في الشخصية. 
وتتدرج أعراض انسحاب الكوكايين (والمعروفة أيضا بالانهيار) من الخفيفة إلى الشديدة: انزعاج ، واكتئاب، وقلق، وهن فيزيولوجي وفيزيائي، الألم والتوق القهري. تاريخيًا عُرف، إدمان الكوكايين باسم تسمم الكوكايين cocainism.

## العلامات والأعراض
يعرف الكوكايين على أنه منبه قوي يشعر متعاطيه بالطاقة، السعادة، الثرثرة، وغيرها من الأعراض. مع مرور الوقت تبدأ الآثار السلبية بالظهور وتتضمن، ارتفاع حرارة الجسم، نظم قلبي مضطرب أو متسارع، ارتفاع في ضغط الدم، ارتفاع خطر الإصابة بالنوبات القلبية، السكتات الدماغية و حتى الموت المفاجئ من حصار القلب. يطور العديد من المعاقرين المعتادين حالة عابرة تشابه الهوس، وتشبه ذهان الأمفيتامين أو الفصام (schizophrenia)، والتي تتضمن أعراضها: العدوانية (aggression)، جنون الارتياب الحاد، والهلوسات اللمسية (tactile hallucinations) التي تتضمن الشعور بالحشرات تحت الجلد (النملان formication)، والتي تعرف أيضا في الحفلات الصاخبة بأسم حشرات الكوكايين

## الأخطار
طبقا لدراسة جرت على 1081 مقيم أمريكي تجاوزت أعمارهم الحادي عشرة والذين استخدموا الكوكائين لأول مرة خلال مدة 24 شهر سابقة للتقييم، كانت نسبة اختطار التحول إلى أناس معتمدين على الكوكائين خلال السنتين الأوائل من أول تعاط من 5-6% وبعد عشر سنوات ازدادت إلى 15-16%. وكانت هذه هي المعدلات الإجمالية لكل الأنواع المستخدمة مثل الحقن، التدخين، الشم.

## الآلية
تم الاعتقاد بأن الخصائص الإدمانية الشديدة تنبع من تأثيره المثبط لنواقل الدوبامين النشطة (dopamine active transporter, DAT) (بالتحديد يزيد من النقل الدوباميني في المنطقة البطينية السقيفية من الدماغ (ventral tegmental area)) وبالرغم من أن دراسة أخرى أجريت على الفئران لا تملك نواقل دوبامينية و أظهرت استمرار فعالية دائرة الثواب كلما أعطيت الفئران الكوكائين. فقد اكتشفت دراسة لا حقة أن إزالة كل من DAT/SERT قد تسبب في عدم حصول الفئران على أي ثواب من تعاطي الكوكائين

## العلاج

### أعراض الانسحاب
إذا ما تناول الشخص الكوكائين بشكل منتظم وتحول إلى مدمن ثم انقطع عنه بشكل مفاجئ فسوف يعاني من الأعراض التالية: 

جنون الارتياب، الاكتئاب، الانهاك، القلق، الحكة، تأرجح المزاج، الهياج، التعب، الأرق، اشتهاء شديد للمزيد من الكوكائين، وفي بعض الحالات الغثيان والإقياء.كما أبلغ بعض المستخدمين عن حالات من الفصام والجنون. وأبلغ البعض الآخر عن حالات من النملان: شعور بوجود شيء يزحف تحت الجلد يعرف أيضا ب«حشرات الكوكائين» 

يمكن لتلك الأعراض أن تستمر لأسبوع وفي بعض الحالات لأشهر. حتى بعد انقطاع معظم الأعراض الانسحابية يشعر معظم المتعاطون بالحاجة إلى الإستمرار في تناول العقار. ويمكن لهذا الشعور أن يتعاظم في أوقات الشدة. حوالي 30-40% من مدمني الكوكائين سيتحولون إلى مواد أخرى كالكحول أو الأدوية بعد إقلاعهم عنه.

يتم الآن تجربة العديد من الأدوية للمساعد في تجاوز مرحلة الانسحاب تلك.

### الأدوية المستخدمة في حالة التسمم
تشمل عدة مجموعات 

Benzodiazepines:Lorazepam,Midazolam,Diazepam

Cardiovascular agents:Sodium bicarbonate,Lidocaine,Bretylium,Esmolol,NTG,Phentolamine,Nitroprusside,Norepinephrine,Epinephrine,Vasopressin

GI agents:Polyethylene glycol,Activated charcoal

Nutrients:Thiamine,Dextrose

## الوبائيات
يقدر وجود حوالي 5000-6000حالة وفاة ناجمة عن تعاطي الكوكائين في الولايات المتحدة الأمريكية وحدها.
كما تم الإبلاغ في عام 2003 عن أن الكوكائين هو العقار الأكثر ظهورا في حالات الوفيات الناتجة عن تعاطي المخدرات